# Ernst Reiter
Ernst Reiter (n. 31 octombrie 1962, Ruhpolding, Bavaria, Germania) este un biatlonist ce a reprezentat Germania, medaliat olimpic. A participat la 2 ediții ale Jocurilor Olimpice (1984, 1988) în care a câștigat o medalie de argint și o medalie de bronz.